# ニュー・エイジ・アウトローズ
ニュー・エイジ・アウトローズ（The New Age Outlaws）はプロレスラーのタッグチームである。後にジェームス・ギャング（The James Gang）、ブードゥー・キン・マフィア（Voodoo Kin Mafia）のチーム名で活動。

## 概要
メンバーはブライアン・ジェイムスとモンティ・ソップの2名から構成される。タッグチーム名は登録商標の兼ね合いもあって団体の活動時期によって異なり、WWF（現WWE）時代はニュー・エイジ・アウトローズ、TNA時代はジェームス・ギャング（後にブードゥー・キン・マフィア）を名乗る。

### WWF時代
1997年にチーム結成。この時代は、ブライアン・ジェイムスは "ロード・ドッグ" ジェシー・ジェイムス、モンティ・ソップは "バッド・アス" ビリー・ガンのリングネームをそれぞれ名乗っていた。1998年にはD-ジェネレーションXにチームごと加わっている。試合前に行われるマイクパフォーマンスが人気であり、長いセリフながらも観客たちが合わせて唱和するほどであった。WWF世界タッグ王座を通算5回獲得し、2000年までタッグチームとしての活動を続けた。
ブライアン・ジェイムスは2000年に、モンティ・ソップは2004年にそれぞれWWF / WWEを解雇されている。

### TNA時代
WWE解雇後、ブライアン・ジェイムスは2002年からBGジェイムス、モンティ・ソップは2005年からキップ・ソップのリングネームでそれぞれTNAに参戦。BGジェイムズはTNAでコナン&ロン・キリングスと共に3LK（3ライブ・クルー）というユニットを結成してきたが、紆余曲折を経て3LKは分解、ジェイムスとソップは再びタッグを結成するに至る。
商標権の関係でかつてのチーム名は使えず、チーム名をジェイムス・ギャングと改称。その後ブードゥー・キン・マフィアに変えて2008年まで活動を続けた。「VKM」はビンス・マクマホン（ビンセント・ケネディ・マクマホン）のイニシャルでもあり、2人はWWEを揶揄することもあった。

### TNA以降
2009年3月22日にはインディー団体のGLCW（Great Lakes Championship Wrestling）にて、ニュー・エイジ・アウトローズ名義でジ・アウトサイダーズ（ケビン・ナッシュ&スコット・ホール）と対戦した。2010年からはTCW（Traditional Championship Wrestling）に出場している。

### WWE復帰
2014年1月6日、RAW Old SchoolにてCMパンクのセコンドとして登場。10日のスマックダウンではパンクと3人タッグを組みザ・シールドと対戦するも敗れる。13日のRAWで同じカードを再戦するが、今度はパンクを裏切りリングを去ってしまった。パンクを裏切った件については、旧知の仲であるトリプルHの組織オーソリティーと裏で密約があったのではないかと疑われたがオーソリティーの運営部長のケインより「彼らの動向にトリプルHや組織の関与はない」と否定した。
その後タッグ王者であるローデス兄弟と試合をし、勝利。さらにロイヤルランブル2014のプレショー内で行われたタッグ王座戦に勝利し、6度目のタッグ王座を手にした。
その後、3月4日のスマックダウンにて、ウーソズに王座を奪われると対シールドに移行し、翌々週の同番組でやはりシールドと因縁のあるケインの襲撃行為に荷担、正式にオーソリティー側の人間となる。
レッスルマニア30ではケインも合わせてシールドと対決したが、劣勢の末シールドのトリプル・パワーボムで2人まとめて投げられ、短時間で敗北した。
2015年1月19日、RAW Reunionにてプロモーション中のnWo（ケビン・ナッシュ & スコット・ホール & ショーン・ウォルトマン）にジ・アセンション（コナー & ビクター）が邪魔をするかの如く登場。nWoと舌戦を繰り広げるが触発された解説のジョン・ブラッドショー・レイフィールドがロン・シモンズを呼び寄せてAPAでリングイン。更にニュー・エイジ・アウトローズも続いてリングインし、ジ・アセンションを襲撃した。1月25日、Royal Rumble 2015にてジ・アセンションと対戦するが、ビリーがフォール・オブ・マンを喰らい敗戦。3月29日、WrestleMania 31にてトリプルH vs スティングとの対戦で中盤まで一進一退の攻防が繰り広げられる中、Xパックと共に介入。スティングにはnWo（ホーガン & ナッシュ & ホール）の加勢により試合は大乱闘となるが終盤にトリプルHの援護に駆け付けたショーン・マイケルズがスティングへスウィート・チン・ミュージックを決めた事が決定打となりトリプルHの勝利となった。

## 得意技
- スパイク・パイルドライバー

## 入場曲
- Oh,You Didn't Know?

ニュー・エイジ・アウトローズ時代に使用。
- Break It Down

DXの時に使用。